# SINGLES (はっぴいえんどのアルバム)
『SINGLES』（シングルス）は、1974年6月25日に発売されたはっぴいえんどのベスト・アルバム。

## 解説
キング/ベルウッドからリリースされたはっぴいえんどの3枚および大瀧詠一、細野晴臣のソロも含めたシングル両面を収めた編集盤。タイトル通りすべてシングル音源で構成され、はっぴいえんど「12月の雨の日」「はいからはくち」は別ヴァージョン。またアルバム未収録だった大瀧「空飛ぶくじら」が初収録され、「恋の汽車ポッポ」「それはぼくぢゃないよ」「五月雨」も別ヴァージョンが収録されている。後にタイトルは『SINGLES HAPPY END』となっている。
「12月の雨の日」は4トラックで録音されたファースト・アルバム『はっぴいえんど』のテイクと異なり8トラックで録り直された新ヴァージョン。「はいからはくち」は『風街ろまん』収録テイクの3か月前に録音されたシングル・ヴァージョン。お囃子やパーカッションを導入したアルバム版とは異なり、シンプルなトラックに仕上げられている。
「恋の汽車ポッポ」はアルバム『大瀧詠一』収録の「恋の汽車ポッポ第二部」のシングル版でモノラル・ミックス。「それはぼくぢゃないよ」はギター、ベース、ドラムスとすべてを大瀧自身が多重録音したもの。「空飛ぶくじら」はそれまで封印していた“ビートルズ・イディオム”を解いて作られたアルバム未収録作品。クラリネットがフィーチャーされ、ドラムスとベースを大瀧が演奏している。「五月雨」は『風街ろまん』収録曲「颱風」の続編として作られた作品。
細野の「恋は桃色」「福は内鬼は外」はソロ・アルバム『HOSONO HOUSE』からのカットで別テイクはない。

## 収録曲

### SIDE A
1. 恋の汽車ポッポ（大滝詠一）  –  (2:15)[1]
  - 作詞：江戸門弾鉄、作曲：多羅尾伴内
  - 大滝のアルバム『大瀧詠一』[注釈 3]に「恋の汽車ポッポ第二部」として別バージョンが収録されている。江戸門弾鉄は松本隆の、多羅尾伴内は大瀧の変名。
2. それはぼくぢゃないよ（大滝詠一）  –  (3:16)[1]
  - 作詞：松本隆、作曲：大瀧詠一
  - 「恋の汽車ポッポ」[注釈 6]のB面曲で、『大瀧詠一』[注釈 3]収録曲だが別バージョン。バンドネオン（池田光夫）とスティール・ギター（駒沢裕城）以外の楽器は大瀧が一人で手掛けている。
3. 空飛ぶくじら（大滝詠一）  –  (2:08)[1]
  - 作詞：江戸門弾鉄、作曲：多羅尾伴内
  - アルバム未収録。堺正章や南こうせつにカヴァーされる。演奏ミュージシャンは、大瀧がドラムとベースでピアノが村上律夫、クラリネットが佐野正明、バスクラリネットが佐野博美[2]。はっぴいえんどのメンバーは演奏に参加していないが、リリース当時、ラジオ・スポットでは「はっぴいえんどの大瀧詠一が歌う<空飛ぶくじら>」と紹介されたという。当時、シングル盤のみでリリースされ、人気曲ではあったが、“はっぴいえんど”やロックの時代に受け入れられるには早すぎると、あえて外されたが、2022年リリースの『大瀧詠一 乗合馬車 (Omnibus) 50th Anniversary Edition』にて、本編に組み込まれた。
4. 五月雨（大滝詠一）  –  (2:21)[1]
  - 作詞・作曲：大瀧詠一
  - 「空飛ぶくじら」[注釈 4]のB面曲で、『大瀧詠一』[注釈 3]収録曲の別バージョン。ステレオ録音とされているが実際には、コーラス以外はモノラル録音。演奏ミュージシャンは、野地義行のベース以外は全て大瀧が手掛けている[2]。
5. 恋は桃色（細野晴臣）  –  (2:48)[1]
  - 作詞・作曲：細野晴臣
  - 細野のアルバム『HOSONO HOUSE』[注釈 5]からのシングル・カット。後に、サニーデイ・サービスや矢野顕子、中村一義にカヴァーされる。
6. 福は内 鬼は外（細野晴臣）  –  (2:32)[1]
  - 作詞・作曲：細野晴臣
  - 「恋は桃色 / 福は内 鬼は外」[注釈 7]のB面曲で、『HOSONO HOUSE』[注釈 5]からのシングル・カット。

### SIDE B
1. 12月の雨の日（はっぴいえんど）  –  (3:20)[1]
  - 作詞：松本隆、作曲：大瀧詠一
  - 『はっぴいえんど』[注釈 1]収録曲のシングル・ヴァージョン。
2. はいからはくち（はっぴいえんど）  –  (2:27)[1]
  - 作詞：松本隆、作曲：大瀧詠一
  - 「12月の雨の日 / はいからはくち」[注釈 8]のB面曲で、『風街ろまん』[注釈 2]収録曲の別ヴァージョン。
3. 花いちもんめ（はっぴいえんど）  –  (4:00)[1]
  - 作詞：松本隆、作曲：鈴木茂
  - 『風街ろまん』[注釈 2]からのシングル・カット。
4. 夏なんです（はっぴいえんど）  –  (3:15)[1]
  - 作詞：松本隆、作曲：細野晴臣
  - 「花いちもんめ」[注釈 9]のB面曲で、『風街ろまん』[注釈 2]からのシングル・カット。
5. 無風状態（はっぴいえんど）  –  (3:19)[1]
  - 作詞・作曲：細野晴臣
  - 「さよならアメリカ さよならニッポン」[注釈 10]のB面曲で、『HAPPY END』[注釈 11]からのシングル・カット。後に矢野顕子によってカヴァーされる。
6. さよならアメリカ さよならニッポン（はっぴいえんど）  –  (4:36)[1]
  - 作詞：はっぴいえんど、作曲：はっぴいえんど & ヴァン・ダイク・パークス
  - 『HAPPY END』[注釈 11]からのシングル・カット。

## リリース履歴
| #  | 発売日         | レーベル         | 規格  | 品番       | 備考 |
| -- | -------------- | ---------------- | ----- | ---------- | --- |
| 1  | 1974年6月25日  | Bellwood / KING  | LP    | OFL-26     | |
| 2  | 1976年11月     | Bellwood / KING  | LP    | SKM-7008   | 品番改定による廉価盤での再発。“ベルウッド1500シリーズ”の一枚。初めて帯が付けられる。                                                                                       |
| 3  | 1981年6月      | Bellwood / KING  | LP    | K25A-185   | 品番改定による廉価盤での再発。帯が共通のものに変更される。 |
| 4  | 1990年6月21日  | Bellwood / KING  | CD    | KICS-2030  | 初CD化。“Bellwood 1971-78 CLASSICS”の一枚。 |
| 5  | 1995年4月5日   | Bellwood / KING  | CD    | KICS-8104  | 品番改定および、Q盤による再発。“Bellwood Selection 21+2”の一枚。 |
| 6  | 2000年2月4日   | Bellwood / KING  | CD    | KICS-8804  | 品番改定による再発。“ベルウッド名盤コレクション”の一枚。 |
| 7  | 2001年5月26日  | Bellwood / Solid | LP    | BZJS-5002  | リマスタリング180g重量盤、高音質アナログ限定盤。帯の代わりにシールが貼られる。                                                                                             |
| 8  | 2012年10月3日  | Bellwood / KING  | CD    | KICS-2579  | “Bellwood 40th Anniversary Collection”の一枚。史上初めて、シリーズの総監修を三浦光紀自らが担当。                                                                           |
| 9  | 2014年12月10日 | Bellwood / KING  | LP    | KIJS-90010 | “Bellwood LP Collection”の一枚。180ｇ重量盤による、完全限定生産。 |
| 10 | 2017年9月20日  | Bellwood / KING  | UHQCD | KICS-2624  | “Bellwood 45th Anniversary UHQCD Collection”の一枚。三浦光紀総監修。2017年最新デジタル・リマスタリング音源使用。ジャケットが矢吹申彦による書き下ろしイラストに変更される。 |